# Dave Freeman Open 2016
Die Dave Freeman Open 2016 fanden vom 26. bis zum 28. Februar 2016 in San Diego statt. Es war die 59. Austragung dieser internationalen Meisterschaften im Badminton.

## Sieger und Platzierte
| Disziplin    | Gold                     | Silber                      | Bronze                       |
| ------------ | ------------------------ | --------------------------- | ---------------------------- |
| Herreneinzel | Chan Kwong Beng          | Charles Gu                  | Jinn Ye Tan                  |
| Herreneinzel | Chan Kwong Beng          | Charles Gu                  | Pandu Dewantoro              |
| Dameneinzel  | Crystal Pan              | Kerry Xu                    | Jennie Gai                   |
| Dameneinzel  | Crystal Pan              | Kerry Xu                    | Mónika Szőke                 |
| Herrendoppel | Vinson Chiu Tony Gunawan | Charles Gu Yoo Yong-sung    | Abhishek Ahlawat Ajit Umrani |
| Herrendoppel | Vinson Chiu Tony Gunawan | Charles Gu Yoo Yong-sung    | Daniel Gouw Ricky Sidharta   |
| Damendoppel  | Jenna Gozali Crystal Pan | Annie Xu Kerry Xu           | Mónika Szőke Chenxuan Xin    |
| Damendoppel  | Jenna Gozali Crystal Pan | Annie Xu Kerry Xu           | Ruth Menchaca Deepti Reddy   |
| Mixed        | Daphne Ng Yoo Yong-sung  | Jenna Gozali Ricky Sidharta | Jennie Gai Chan Kwong Beng   |
| Mixed        | Daphne Ng Yoo Yong-sung  | Jenna Gozali Ricky Sidharta | Jamie Hsu Vinson Chiu        |